# 提歐多洛·谷特勞
提歐多洛·谷特勞（義大利語：Teodoro Cottrau；1827年12月7日—1879年3月30日），義大利作曲家，曾出版那不勒斯民謠桑塔露琪娅。

## 生平
提歐多洛是法國人法裔作曲家威廉·谷特勞的兒子，其出生在拿坡里。因為父親的影響，他放棄了在巴黎公費留學的機會，學習演奏鋼琴和作曲，因此成為一個著名的作曲家、詩人、出版商，甚至還是一名活躍的政治家。提歐多洛現在在拿坡里擁有一個紀念墓園。
提歐多洛除了桑塔露琪娅之外，還有一首著名作品《再會，那不勒斯》（義大利語：L'addio a Napoli）。